# Gabinete Doumergue I
O Gabinete Doumergue I foi o ministério formado por Gaston Doumergue em 02 de dezembro de 1913 e dissolvido em 02 de junho de 1914. Foi o 56º gabinete da Terceira República Francesa, sendo antecedido pelo Gabinete Barthou e sucedido pelo Gabinete Ribot IV.

## Contexto
Gaston Doumergue foi Presidente do Conselho de Ministros e ministro dos Negócios Estrangeiros a pedido do Presidente da República, Raymond Poincaré, que procurava um conciliador capaz de formar um gabinete de “entendimento republicano”. Doumergue defendeu a lei do serviço militar de três anos, pela qual votou em agosto de 1913, enquanto o "Caso Calmette", que levou à renúncia do ministro das Finanças logo após uma proposta de criação de um imposto de renda, colocou o governo em dificuldades no início de uma delicada campanha eleitoral. Doumergue alertou, então, que em nenhuma circunstância permaneceria no poder após as eleições.
A crise do gabinete coincidiu com a política de rearmamento e de reforço de alianças que Poincaré e Doumergue encabeçaram com sucesso, não perdendo de vista a situação internacional continuamente em alerta. O Partido Radical venceu as eleições legislativas da primavera de 1914 e esta maioria de esquerda, eleita sob o tema da paz, causou grandes dificuldades ao Presidente na formação de um gabinete para suceder Doumergue. Em 09 de junho de 1914, Alexandre Ribot foi nomeado chefe de governo pela quarta vez.

## Composição

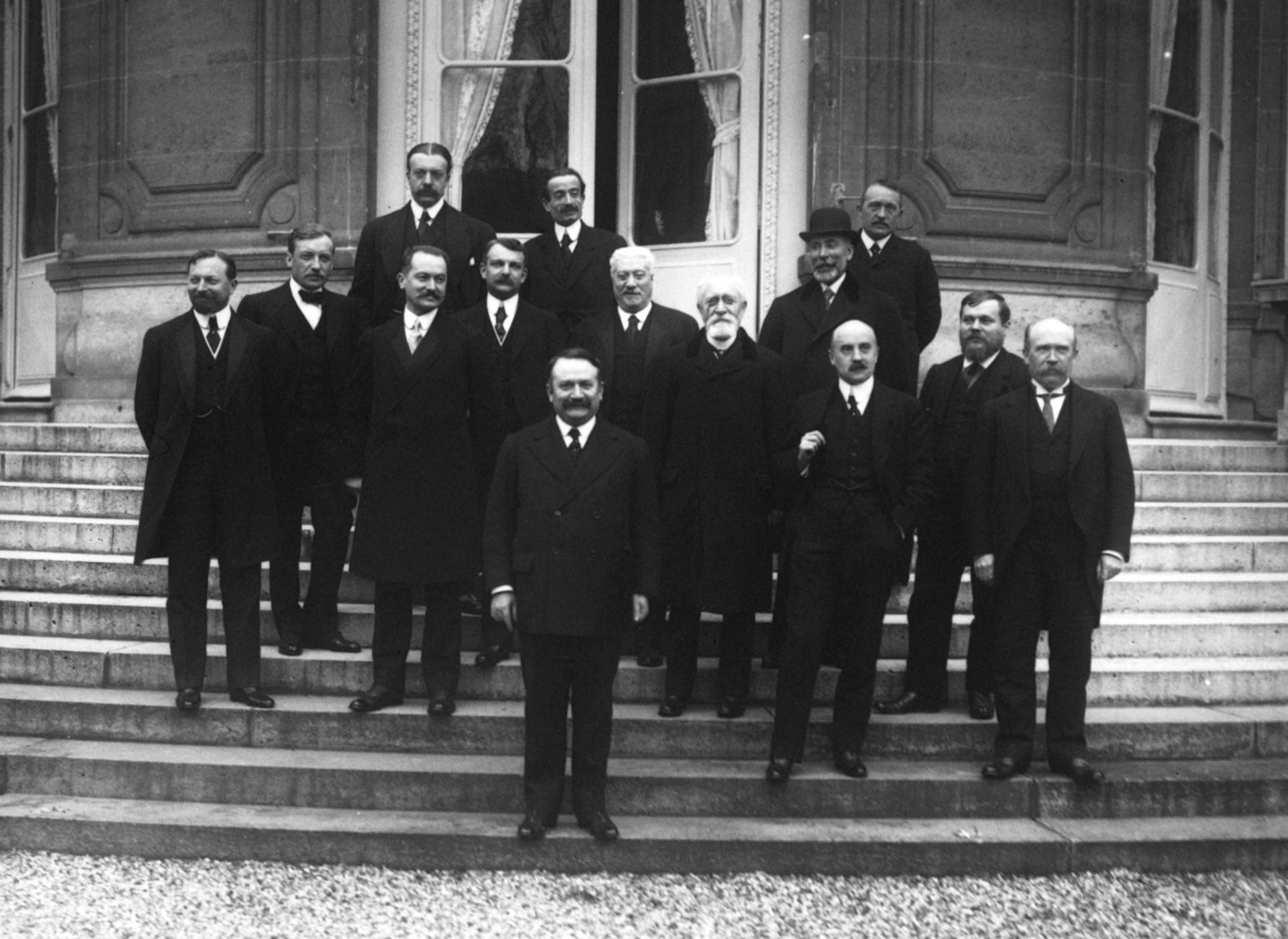
O 1º Gabinete Doumergue em fotografia de 1913.

- Presidente da República: Raymond Poincaré
- Presidente do Conselho de Ministros: Gaston Doumergue
- Ministro dos Estrangeiros: Gaston Doumergue
- Ministro da Justiça: Jean Bienvenu-Martin
- Ministro do Interior: René Renoult (1913-1914); Louis Malvy (1914)
- Ministro da Guerra: Joseph Noulens
- Ministro das Finanças: Joseph Caillaux (1913-1914); René Renoult (1914)
- Ministro da Marinha: Ernest Monis (1913-1914); Armand Gauthier de l'Aude (1914)
- Ministro da Instrução Pública e Belas Artes: René Viviani
- Ministro das Obras Públicas: Fernand David
- Ministro da Agricultura: Maurice Raynaud
- Ministro do Comércio, Indústria, Correios e Telégrafos: Louis Malvy (1913-1914); Raoul Péret (1914)
- Ministro das Colônias: Albert Lebrun
- Ministro do Trabalho e Previdência Social: Albert Métin

## Realizações
- Criação de um imposto de renda.